# Баранов, Пётр Леонидович
Пётр Леони́дович Бара́нов (род. 30 мая 1990, Москва) — российский искусствовед, куратор выставок и художественных проектов, специалист по русскому искусству XVIII—XXI веков. Член-корреспондент РАХ (2024). Член комиссии сохранения культурного наследия РАН; член правления Московского союза художников (МСХ); заместитель председателя правления Объединения московских скульпторов Московского союза художников (ОМС МСХ); преподаватель Российской академии народного хозяйства и государственной службы при Президенте Российской Федерации (РАНХИГС при Президенте РФ); организатор и куратор многих выставочных проектов в государственных музеях в разных регионах России.
Член Ассоциации искусствоведов (АИС); член правления Общества изучения русской усадьбы; член Международного совета музеев (ICOM), член московского отделения Союза художников России (СХР); советник министра культуры МО Н. О. Ширалиевой (2018—2019 гг.); руководитель отдела музейно-выставочных проектов ГАУК «Парк „Зарядье“» (2019—2020); стипендиат Государственной стипендии для выдающихся деятелей культуры и искусства России (2018). С 2022 года главный куратор московской галереи «А3».

## Биография
Пётр Баранов родился в Москве в семье скульптора Леонида Михайловича Баранова и искусствоведа Светланы Георгиевны Джафаровой. В 1995—2001 гг. посещал занятия детской студии Государственной Третьяковской галереи. В 2001—2010 годах — член Клуба юных искусствоведов при ГМИИ имени А. С. Пушкина. С 2006 года начал курировать выставки и проекты, связанные с изобразительным искусством.
В 2007 году поступил на отделение истории искусства исторического факультета МГУ им. М. В. Ломоносова. Во время обучения проходил стажировки в ГМИИ имени А. С. Пушкина (выставочный и международный отделы) и ГНИМА им. А. В. Щусева. В 2013 году окончил с отличием исторический факультет МГУ имени М. В. Ломоносова, отделение истории искусств, защитив под руководством О. С. Евангуловой дипломную работу по теме: «Творчество московского архитектора XVIII века К. И. Бланка». С 2014 года аспирант МГХПА им. С. Г. Строганова.
В период с 2013 по 2020 год выступил организатором и куратором более ста выставочных проектов в региональных и федеральных музеях в разных городах России с участием таких художников как: Зураб Церетели, Оскар Рабин, Александр Виноградов, Владимир Дубосарский, Александр Бурганов, Виктор Калинин, Игорь Обросов, Татьяна Назаренко, Анатолий Брусиловский, Михаил Переяславец, Дмитрий Жилинский, Михаил Курилко, Владимир Брайнин, Игорь Орлов, Олег Савостюк, Ара Аратюнян, Леонид Баранов, Ольга Булгакова, Павел Никонов, Владимир Цигаль, Наталья Нестерова, Александр Рукавишников, Иван Лубенников, Александр Корноухов и многие другие.

### Семья
Отец — Леонид Михайлович Баранов (род. 30 декабря 1943, Москва), русский, советский скульптор, мастер монументальной скульптуры, Заслуженный художник Российской Федерации.
Мать — Светлана Георгиевна Джафарова (р. 13 февраля 1955), советский и российский искусствовед, историк искусства. Исследователь и эксперт русского авангарда.
Сестра — Наталья Леонидовна Баранова, скульптор, искусствовед.

## Основные выставочные проекты
- «Борис Клементьев». Сочинский художественный музей, г. Сочи (20 марта — 24 апреля 2020)[13];
- «Зураб Церетели». Подземный музей ГАУК «Парк „Зарядье“», Москва (27 марта 2020 — 15 марта 2020)[14];
- «От нонконформизма до коллажей и ассамбляжей», Анатолий Брусиловский. Выставочные залы Нижнего Новгорода, г. Нижний Новгород (28 февраля — 29 марта 2020)[15];
- «Аристарх Лентулов». Подземный музей ГАУК «Парк „Зарядье“», Москва (4 февраля 2020 — 24 февраля 2020)[16];
- «Александр Виноградов и Владимир Дубосарский». Подземный музей ГАУК «Парк „Зарядье“», Москва (14 января 2020 — 2 февраля 2020)[10];
- «Лики и лица», Виктор Калинин. Музей современного искусства «Дом Муз», г. Ярославль (19 сентября — 17 октября 2019)[17];
- «Символизм скульптур». М. В. Переяславец. Театр им. Ф. Волкова, г. Ярославль (18 сентября — 18 октября 2019)[18];
- «Игорь Обросов». Амурский областной краеведческий музей имени Г. С. Новикова-Даурского, г. Благовещенск (июнь — август 2019)[19];
- «М. В. Переяславец. Символизм скульптур». Музей современного искусства «Дом Муз», г. Ярославль (19 апреля — сентября 2019)[20];
- «Монументальное искусство России». Путевой дворец Ивана Грозного, Москва (4 апреля — 9 июня 2019)[21];
- «Династия скульпторов Цигалей». Музей современного искусства «Дом Муз», г. Ярославль (4 февраля — апрель 2019)[22];
- «Меер Аксельрод и Абрам Моносзон. Немецкая оккупация. Взгляд изнутри». Музей современной истории России, Москва (11-21 октбяря 2018)[23];
- «Молодость России». В рамках VIII международной ассамблеи художников «Пластовская осень». Музей изобразительного искусства XX—XXI вв. г. Ульяновск (17 сентября — 21 октября 2018)[24];
- «Возвращение. Дмитрий Жилинский». Сочинский художественный музей, г. Сочи (6 апреля — 24 июня 2018)[25];
- «Укиё-э. История японской гравюры XVIII—XIX вв.». Выставочные залы Нижнего Новгорода, г. Нижний Новгород (2 февраля — 11 марта 2018)[26];
- «Всегда современное. #ТРИ. Жилинский. Обросов. Рабин». РОСИЗО (ВДНХ), Москва (2 марта — 23 апреля 2017 г.)[11];
- «Москва и москвичи в искусстве XX—XXI вв.». Музей Москвы, Москва (26 апрель — 22 май 2016)[9];
- «Ара Арутюнян». Выставочные залы Российской и Ново-Нахичеванской епархии Армянской Апостольской Святой церкви, Москва (март 2015);
- «PARTY. Татьяна Назаренко». UVS artgallery, Москва (11 декабря 2014 — 31 января 2015)[27];
- «Своевременное искусство. Скульптор Леонид Баранов, его друзья и герои». Российская академия художеств, Москва (январь — февраль 2014). Цикл из 18 выставок 2014—2019 гг.[4][8];
- «Своевременное искусство. От выставки 23-х до обновленной Академии художеств». Выставочные залы МОСХа, Москва (ноябрь — декабрь 2013);
- «Московские классики: Олег Савостюк и Леонид Баранов». Российская академия художеств, Москва (апрель — июнь 2013)[28];
- «Московские классики: Владимир Брайнин и Игорь Орлов». Галерея «Belov-Аrt», Москва (март 2013)[29];
- «История в лицах скульптора Леонида Баранова». Выставочный зал здания гуманитарных факультетов МГУ им. М. В. Ломоносова, Москва (ноябрь — декабрь 2012)[30].

## Награды
- Золотая медаль Российской академии художеств (04 сентября 2018 г.)[31];
- «Диплом» Министерства культуры и национальной политики Амурской области (2018 г.)[1];
- Серебряная медаль «Достойному» Российской академии художеств (18 ноября 2014 г.)[1];
- Медаль «За доблестный труд» Правительства Москвы (2014 г.)[32].